# В скорбех и печалех Утешение
«В скорбех и печалех Утешение» — икона Божией Матери, почитаемая в православии чудотворной.
Была келейной святыней основателя русского Андреевского скита на Афоне иеросхимонаха Виссариона. Ранее, по преданию, принадлежала бывшему патриарху Константинопольскому Афанасию III.
В 1863 году иеромонах Паисий прибыл с Афона для сбора пожертвований в город Слободской Вятской губернии и привёз с собой данный образ Богородицы.
После молебна перед образом, по преданию, чудесным образом был исцелён от немоты 18-летний сын местного священника Владимир Неволин, бывший немым шесть лет. После молебна, коснувшись иконы устами, он заговорил. Образ прославился и другими чудесами в Слободском и Вятке. 
В 1876―1882 годах икона снова находилась в России, причём опять наблюдались исцеления больных. В 1890 году икону по решению братии Андреевского скита навсегда отправили в Россию. Икона пребывала в Санкт-Петербурге при подворье Андреевского скита. В 1890―1891 годах в Санкт-Петербурге зафиксировано 21 исцеление от различных недугов.
В самой обители была оставлена его точный список. После 1929 года местонахождение иконы неизвестно.
Икона устроена в виде створчатого складня размерами 40 × 31 см. Богородице предстоят следующие святые: великомученики Георгий Победоносец и Димитрий Солунский, Иоанн Предтеча, апостол Иоанн Богослов, преподобные Антоний Великий, Евфимий Великий, Онуфрий Великий, Савва Освященный, святители Спиридон Тримифунтский и Николай Чудотворец.
Перед иконой «В скорбех и печалех Утешение» молятся для исцеления недугов: головных болей, паралича, немоты и расслабленности.
Празднование иконе совершается 19 ноября (2 декабря). Икона не имеет отдельной гимнографии, и в богослужении иконе используются тропарь, кондак и акафист иконе Божией Матери «Утоли Моя Печали».